# Orgelet
Orgelet is een gemeente in het Franse departement Jura (regio Bourgogne-Franche-Comté). De plaats maakt deel uit van het arrondissement Lons-le-Saunier. Orgelet telde op 1 januari 2022 1.571 inwoners. Le Groupe Bel, de Franse kaasproducent bekend van onder meer Babybel en La Vache qui rit, werd in 1865 in Orgelet opgericht.

## Geografie
De oppervlakte van Orgelet bedroeg op 1 januari 2022 23,11 vierkante kilometer; de bevolkingsdichtheid was toen 68 inwoners per km².

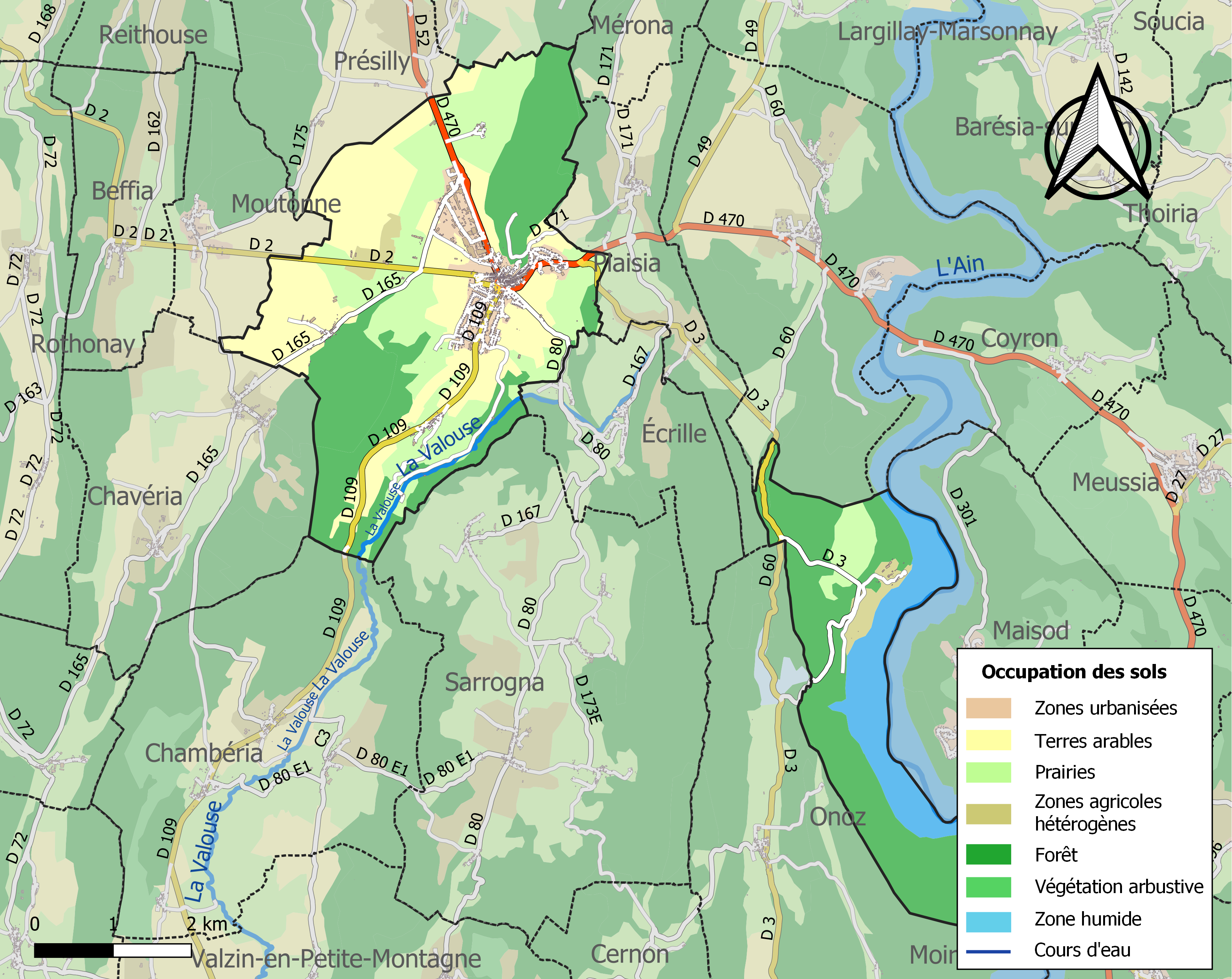
Kaart van de gemeente met de belangrijkste infrastructuur, bodemgebruik en omliggende gemeenten

## Demografie
Onderstaande figuur toont het verloop van het inwonertal (bron: INSEE-tellingen).